# Djurgårdens IF (hokej na lodzie)

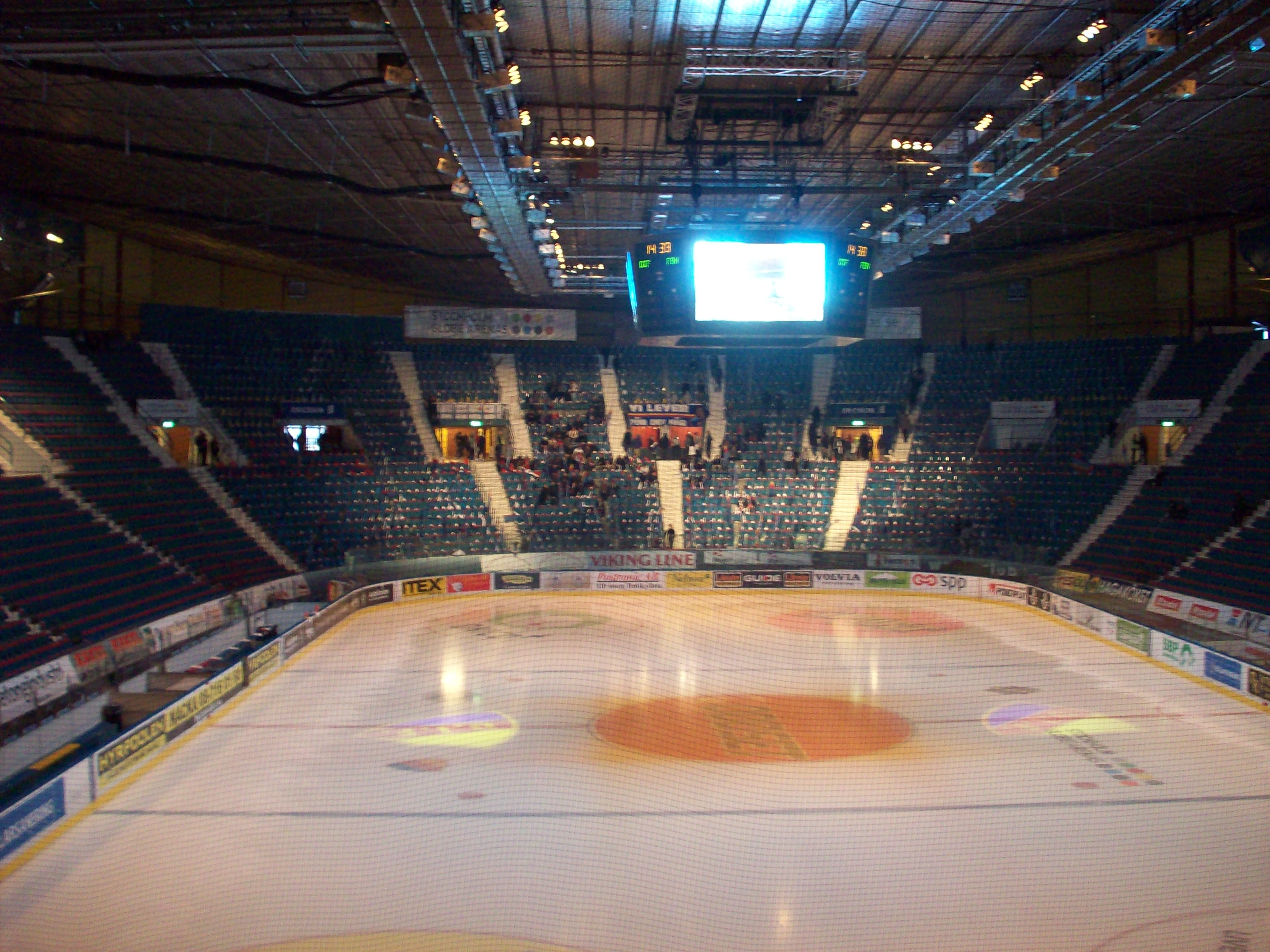
Lodowisko Hovet - widok ze strefy dla VIP.

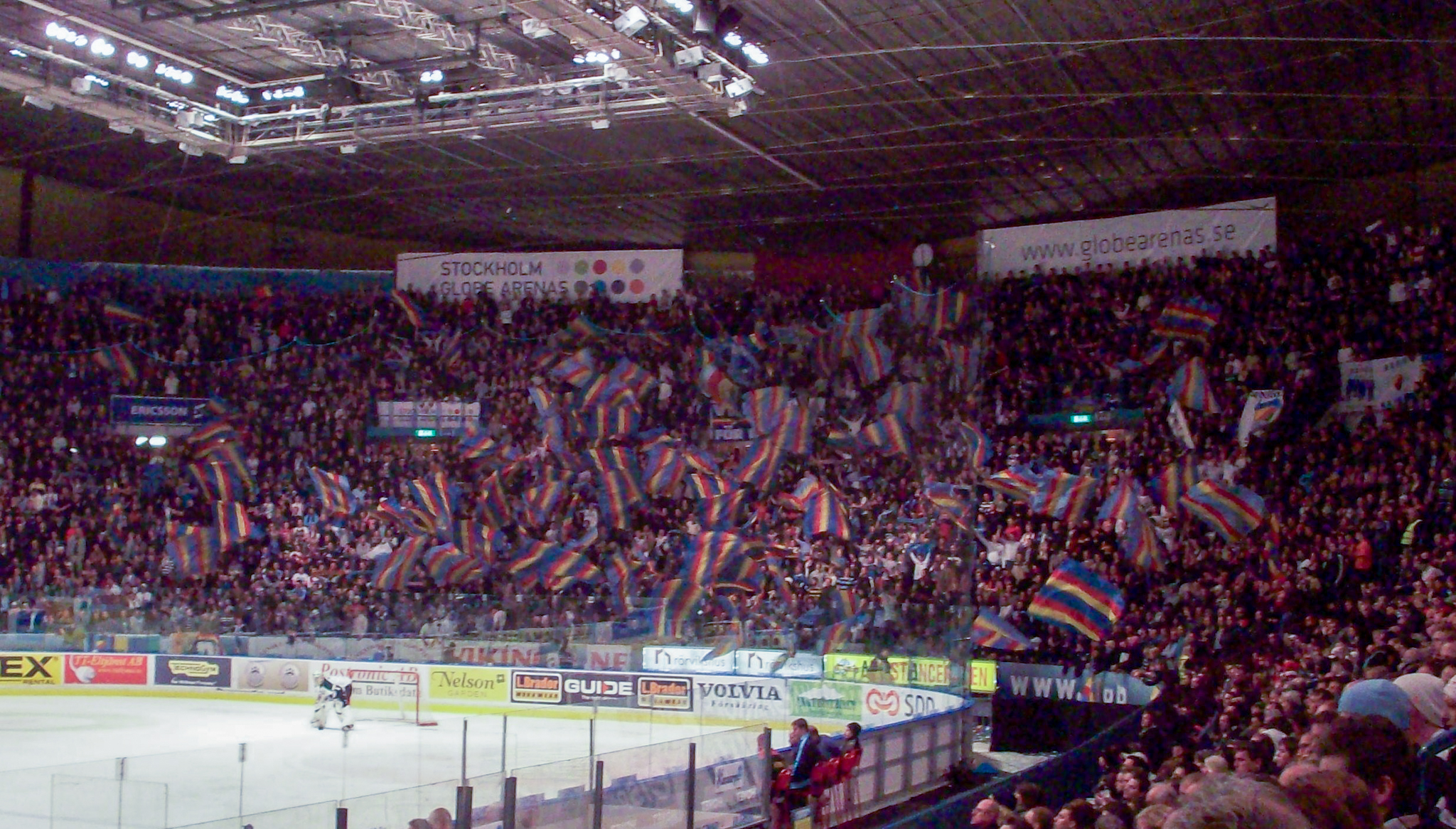
Kibice Djurgårdens IF.

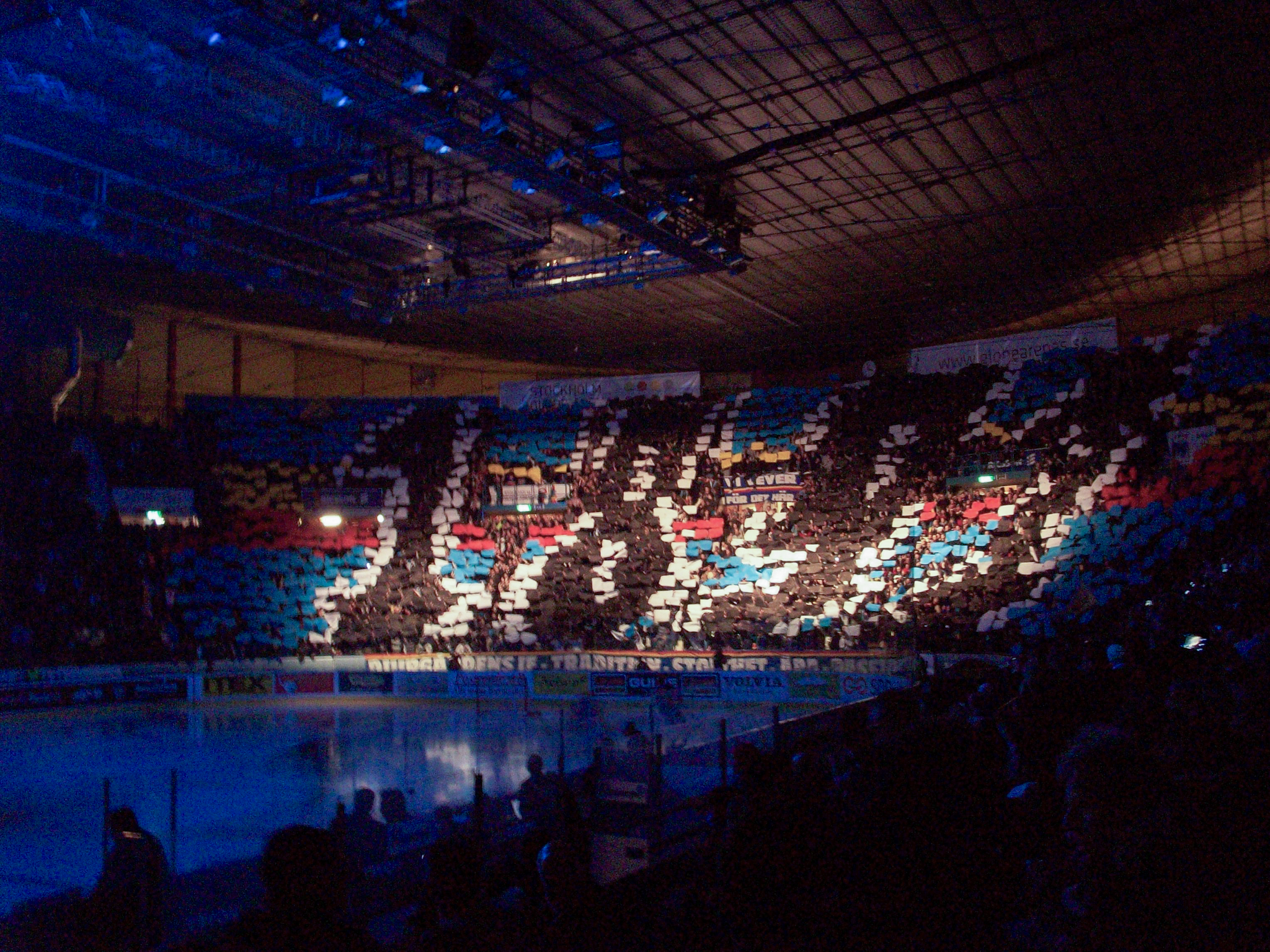
Kibice Djurgårdens IF podczas świętowania jubileuszu założenia klubu (1891) w 2010.

Djurgårdens IF – hokejowa sekcja szwedzkiego klubu pod tą samą nazwą.
Została założona w 1922 roku. Bazą klubu jest dzielnica Sztokholmu - Djurgården. Swoje mecze rozgrywa w hali Hovet, mieszczącej się w sąsiedztwie Globen. Do 2012 zespół występuje w rozgrywkach szwedzkiej Eliserien. W sezonie 2011/2012 po 35 latach występów w Elitserien został zdegradowany do Allsvenskan. Po sezonie Svenska hockeyligan (2013/2014) klub uzyskał awans do najwyższych rozgrywek w wyniku rywalizacji o dwa miejsca w lidze.

## Informacje ogólne
- Nazwa: Djurgårdens IF
- Rok założenia: 1912
- Barwy: granatowo-czerwono-żółte
- Lodowisko: Hovet Ericsson Globe
- Pojemność: 8240

## Dotychczasowe nazwy
- Djurgårdens IF (1922−1934)
- Djurgårdens IF (od 1938)

## Sukcesy
- Złoty medal mistrzostw Szwecji: 1926, 1950, 1954, 1955, 1958, 1959, 1960, 1961, 1962, 1963, 1983, 1989, 1990, 1991, 2000, 2001
- Srebrny medal mistrzostw Szwecji: 1979, 1984, 1985, 1992, 1998, 2010, 2019
- Trzecie miejsce w Pucharze Europy: 1990
- Puchar Europy: 1991, 1992
- Puchar European Trophy: 2009 (turniej szwedzki)

## Zawodnicy
W klubie występowali m.in.
- Mats Sundin
- Espen Knutsen
- Mariusz Czerkawski (1991-1994, 2004-2005)

Zastrzeżone numery
- 2 Roland Stoltz
- 5 Sven Tumba
- 11 Jens Öhling
- 12 Lasse Björn
- 22 Håkan Södergren
- 25 Mikael Johansson
- 27 Thomas Eriksson